# جون برانش
جون فرع (بالإنجليزية: John Branch) (و. 1782 – 1863 م) هو سياسي من الولايات المتحدة الأمريكية ولد في كارولاينا الشمالية.
تولى منصب عضو مجلس الشيوخ الأمريكي، والأمين العام، وحاكم ولاية فلوريدا .وهو عضو في الحزب الجمهوري الديمقراطي، والحزب الديمقراطي الأمريكي .

## التعليم
تعلم في جامعة ولاية كارولينا الشمالية في تشابل هيل.